# Arrigo Colombo
Arrigo Colombo, noto anche con lo pseudonimo di Harry Colombo (1916 – Roma, 25 maggio 1998), è stato un produttore cinematografico italiano.

## Biografia
Ebreo, Colombo fuggì negli Stati Uniti nel 1938 in seguito all'applicazione delle leggi razziali fasciste. Lì ebbe modo di imparare l'inglese leggendo le lettere inviate da Bartolomeo Vanzetti al Comitato di difesa, e partecipò inoltre ai doppiaggi italiani di film Warner Bros. e Disney eseguiti direttamente negli Stati Uniti al termine della seconda guerra mondiale dando voce ad attori come Peter Lorre, James Cagney ed Edward G. Robinson. Tornato in Italia, nel 1950 fondò a Roma insieme all'amico e collega Giorgio Papi la Jolly Film.
Particolarmente conosciuto per i suoi film prodotti negli anni sessanta e settanta, è divenuto famoso insieme a Papi per aver prodotto il western di Sergio Leone Per un pugno di dollari. In quegli stessi anni, produsse Duello nel Texas e Le pistole non discutono, oltre ad altri film appartenenti al filone spaghetti-western. Sergio Leone, per contratto doveva alla Jolly Film almeno un seguito. Nonostante ciò, il regista decise di recidere ogni tipo di legame con Papi e Colombo. È stato in causa con Sergio Leone fino alla morte di entrambi (quella di Leone avvenuta nel 1989).
In seguito ha prodotto diversi film di notevole importanza nazionale, come Sacco e Vanzetti.
Morì a Roma il 25 maggio 1998 a causa di una cardiopatia, all'età di 82 anni.

## Filmografia

### Produttore
- Io sono il Capataz, regia di Giorgio Simonelli (1951)
- Il caso Maurizius (L'affaire Maurizius), regia di Julien Duvivier (1954)
- L'intrusa, regia di Raffaello Matarazzo (1956)
- Il commissario Maigret (Maigret tend un piège), regia di Jean Delannoy (1958)
- I motorizzati, regia di Camillo Mastrocinque (1962)
- Per un pugno di dollari, regia di Sergio Leone (1964)
- Ad ogni costo, regia di Giuliano Montaldo (1967)
- Città violenta, regia di Sergio Sollima (1970)
- Sacco e Vanzetti, regia di Giuliano Montaldo (1971)
- Il maestro e Margherita (Majstor i Margarita), regia di Aleksandar Petrović (1972)
- Pasqualino Settebellezze, regia di Lina Wertmüller (1975)
- Fatto di sangue fra due uomini per causa di una vedova. Si sospettano moventi politici, regia di Lina Wertmüller (1978)

### Sceneggiatore
- Requiem per un gringo (Réquiem para el gringo), regia di Eugenio Martín e José Luis Merino (1968)
- Ancora dollari per i MacGregor, regia di José Luis Merino (1970)

## Doppiaggio
- Narratore in Fantasia (primo doppiaggio) e Saludos Amigos
- Frank McHugh in Carovana d'eroi
- Roscoe Karns in Strada maestra
- Donald Crisp ne Lo sparviero del mare
- Peter Lorre ne Il mistero del falco (primo doppiaggio)
- James Cagney in Ribalta di gloria
- Ronald Reagan in Tramonto (primo doppiaggio)
- William Frawley ne Il sentiero della gloria